# Mein Leben ist die Hölle
Mein Leben ist die Hölle ist eine französische Filmkomödie von Josiane Balasko aus dem Jahr 1991.

## Handlung
Leah Lemonier ist mit ihrem Leben tief unzufrieden. Sie arbeitet als Zahnarzthelferin, doch behandelt ihr Chef sie schlecht. Sie geht regelmäßig zu ihrem Psychiater Xavier Langsam, in den sie verliebt ist, der ihr jedoch nur ihr Geld abnehmen will. Ihren Abend verbringt sie mit dem Film Schreie und Flüstern und dem Partylärm aus der Wohnung ihres Nachbarn Mr. Chpil. Ihre Wohnung wiederum hat sie von ihrer Mutter Flo gemietet, die aufgrund zahlreicher Schönheitsoperationen jung aussieht und sich auch so gibt, regelmäßig neue Liebhaber hat und ihr ebenso regelmäßig ihren Hund Gorby zum Aufpassen vorbeibringt. Zudem nutzt Flo die Wohnung ihrer Tochter als Abstellmöglichkeit für Antiquitäten und andere Dinge, die sie sich regelmäßig kauft. Eines Tages bringt sie einen alten Spiegel mit, den sie in Rom gekauft hat. Anschließend begibt sie sich zu ihrem Liebhaber Dimitri, obwohl Leah anmerkt, dass sie heute ihren 35. Geburtstag feiert. Mal wieder vom Lärm aus der Nachbarwohnung am Schlafen gehindert, sieht sich Leah den Spiegel genauer an und liest die Inschrift. Kurz darauf steht Abargadon vor ihr, ein Dämon des fünften Kreises, der Leah anbietet, ihn Abar zu nennen. Leah glaubt zunächst, er sei ein Einbrecher, der sie vergewaltigen will, bevor sie annimmt, dass sich Chpil mit ihr einen Scherz erlauben will. Sie wirft Abar wütend aus ihrer Wohnung. Dass etwas an Abar anders ist, erkennt sie, als er Flos Hund Gorby in ein Schwein verwandelt, bevor er geht.
Am nächsten Tag sieht Leah Abar wieder: Er hat sich als Patient in Behandlung ihres Chefs gegeben. Als sie ihren Chef vor Abar warnen will, entlässt er sie fristlos. Leah ist verzweifelt und will auch nichts von Abars Versöhnungsversuchen wissen. Sie ist gerade dabei, ihrer Mutter die Verwandlung von Gorby beizubringen, als Abar mit dem Hund im Arm erscheint. Er flirtet mit Flo, macht ihr Komplimente, und verwandelt sie vor Leahs Augen in ihr eigentliches, faltiges Ich. Leah ist so fasziniert wie beunruhigt. Da sie arbeitslos ist, versucht sie bei ihrem nächsten Psychiaterbesuch, eine angepasste Bezahlung zu erreichen, doch ist Dr. Langsam in Eile, weil er Golf spielen will. Er wirft sie schließlich hinaus, und es ist Abar, der sie in Empfang nimmt und tröstet. In ihrer Wohnung macht er ihr einen Vorschlag: Ihre Seele nach Ende ihres Lebens gegen ein Leben voller Wünsche. Sie unterzeichnet den Vertrag, weiß jedoch nicht, dass er auch ein Lebensende in drei Monaten vorsieht.
Beim Golf erscheint Leah kurz darauf als extrem attraktive Frau, die sich Dr. Langsam und seinen Freunden als Scarlet vorstellt. Alle Männer sind hingerissen, und Leah verschwindet triumphierend im Waschraum, wo Abar schon auf sie wartet. Weil sie die Reaktion auf ihren Auftritt erfahren will, verkleinert Abar sie auf Mausgröße. So erfährt sie, dass die Männer in ihrer Abwesenheit darum wetten, wer sie als Erster ins Bett kriegt. Leah ist empört und verletzt und rächt sich mit Abars Hilfe an Dr. Langsam. Sie verführt ihn auf eine besondere Weise, hat Abar ihr doch einen Penis angehext. Abar jedoch bekommt bald Schwierigkeiten bei seinem Tun: In seiner Stammkneipe erscheint Erzengel Gabriel und erklärt ihm, dass er die falsche Frau den Vertrag hat unterschreiben lassen. Leah sei längst für den Himmel vorgemerkt, der Höllenvertrag war für Flo bestimmt. Der Pakt wird sofort aufgehoben, sodass Leah wieder ihre ursprüngliche Gestalt erhält und Dr. Langsam erschreckt. Abar eilt zu ihr, um zu verhindern, dass sie Selbstmord begeht. So würde ihm eine wertvolle potenzielle Seele verloren gehen. Die folgenden Tage verbringen Abar und Leah zusammen. Sie hat ihm seinen Trick mit den drei Monaten verziehen, zumal er weiter für sie zaubert. Er schenkt ihr ein Kleid mit Reifrock und geht mit ihr in ein Varieté, wo er einige Gäste in Tiere verwandelt. Leah wird zu einer Taube und genießt das Fliegen. Obwohl sie nicht will, dass er geht, wird Abar kurz darauf von zwei Männern verhaftet. Sie bringen ihn zum Erzengel Gabriel, der ihn aufgrund seiner Taten verflucht und zum Mensch werden lässt. Er wird so in drei Monaten sterben, wie er es mit Leah vorhatte. In Lumpen wird Abar zurück auf die Erde geschickt. Er ist weinerlich, hat Schmerzen und ist schwach. Leah bringt ihn zu einer Kirche, wo sie Erzengel Gabriel anruft und um Gnade für ihn bittet. Gabriel stimmt zu: Sollte Abar in den drei Monaten keine Verfehlungen begehen, darf er als Mensch weiterleben.
Zurück in Leahs Wohnung erhält Abar seine Dämonenkräfte wieder. Leah erkennt, dass Abar so in Versuchung geführt werden soll, Unrecht zu tun, und versucht, das Schlimmste zu verhindern. Sie beendet in der Folgezeit Hütchenspiele und bringt ihn dazu, sein Temperament in den Griff zu bekommen, was nicht immer funktioniert. Auch ihr Sexleben ist nicht existent, wurde Abar doch zur Strafe kastriert. Als Flo ankündigt, die Wohnung verkaufen zu wollen, weil sie nach Zürich ziehen will, verhindert Leah, dass Abar ihr herbeigezaubertes Geld für die Wohnung gibt. Es ist schließlich der letzte Tag der Bewährung. Abar hadert mit sich, will er doch nicht so gewöhnlich und abgestumpft werden, wie die Menschen um ihn herum. Er entschließt sich, lieber zu sterben. Leah sagt er, dass er sie nie geliebt habe. Mit zwei Höllendamen reist er davon und provoziert in einem Restaurant eine Schlägerei, in der er sich jedoch verloren vorkommt. Er geht schließlich und widersteht der Versuchung. Zurück an Leahs Haus steht das Gebäude in Flammen. Abar, der Feuer gewöhnt ist, rettet zunächst ein Kind aus dem Haus und schließlich auch Leah, die ins Krankenhaus eingeliefert wird. Hier stehen ihre Überlebenschancen schlecht, und Abar gibt ihr einen Teil seiner Dämonenenergie ab. Zudem richtet er es so ein, dass sich Leah bei ihrem Erwachen nicht mehr an ihn erinnern kann – ein Fehler. Abar stirbt um Mitternacht nicht, da er das Kind aus dem Feuer gerettet hat. Die folgenden Monate versucht er vergeblich, Leah auf sich aufmerksam zu machen. Sie steigt zur Leiterin eines Dentalunternehmens auf. Als sie ihn bei einem Einbruch in ihrem Büro erwischt, sieht sie in ihm eine lohnende Seele, ist sie doch durch den Energietransfer selbst eine Dämonin geworden. Abar ist glücklich und unterschreibt den Vertrag, nachdem er einige ihm bekannte Fußangeln gestrichen hat. Der erste Wunsch, den sie ihm erfüllen soll, ist sie selbst, sofort und auf der Stelle. Und das ist erst der Anfang.

## Produktion
Mein Leben ist die Hölle wurde in Paris gedreht. Die Kostüme schufen Sophie Breton und Jean-Paul Gaultier, die Filmbauten stammen von Hugues Tissandier. Der Film kam am 4. Dezember 1991 in die französischen Kinos und lief am 3. Juni 1993 auch in den deutschen Kinos an. Im Jahr 2003 erschien der Film in Frankreich auf DVD.

## Kritik
„Fantastische Komödie ohne Esprit, aber voller vulgärer Einfälle und Schläge unter die Gürtellinie; auch schauspielerisch eine Zumutung.“